# Ивахнова, Мария Тимофеевна
Ма́рия Тимофе́евна Ивахно́ва (1924 — ?) — передовик советского сельского хозяйства, рабочая Насакиральского совхоза Министерства сельского хозяйства СССР, Махарадзевский район Грузинская ССР. Герой Социалистического Труда (01.09.1951).

## Биография
Родилась в 1924 году в селе Копанец, ныне Алексеевского района Белгородской области. Русская.
До начала Великой Отечественной войны семья переехала в Грузинскую ССР и обосновалась в Махарадзсвском районе (ныне Озургетский муниципалитет Грузии), где Мария продолжала обучение в школе, а в свободное время помогала родителям работать на чайных плантациях Насакиральского совхоза.
С началом войны она поступила работать в совхоз, весь световой день трудилась на чайной плантации в бригаде Валериана Нацваладзе: вносила удобрения, полола междурядья, формировала чайные кусты, собирала тонны чайного листа. За высокие производственные показатели в социалистическом соревновании в дни Великой Отечественной войны неоднократно присуждали ей почётные грамоты. Она награждена медалью «За доблестный труд в Великой Отечественной войне 1941—1945 гг.».
По итогам работы в 1947 году она награждена орденом Трудового Красного Знамени.
В 1950 году добилась рекордного урожая сортового зелёного чайного листа — 6371 килограмма на площади 0,5 гектара.
Указом Президиума Верховного Совета СССР от 1 сентября 1951 года за получение в 1950 году высоких урожаев сортового зелёного чайного листа Ивахновой Марии Тимофеевне присвоено звание Героя Социалистического Труда с вручением ордена Ленина и золотой медали «Серп и Молот».
Этим же указом званием Героя Социалистического Труда были награждены труженицы Насакиральского совхоза Ирина Артёмовна Ковалёва, Анна Порфировна Прокопенко, Антонина Сергеевна Соболева, Прасковья Яковлевна Сотник, Лидия Терентьевна Топчиева и Елена Афанасьевна Фёдорова.
В 1953 году семья переехала в Адыгейскую автономную область Краснодарского края (ныне Республика Адыгея), и Мария Тимофеевна стала работать старшей птичницей на третьем отделении Майкопского овоще-молочного совхоза № 10 (центральная усадьба — посёлок Совхозный, ныне ЗАО «Радуга»), где, ухаживая за 5 тысячами кур-несушек, ежегодно получала от них по 150—160 яиц.
Избиралась депутатом Мелидурского Совета депутатов трудящихся Грузинской ССР, членом Адыгейского областного и Майкопского районного комитета КПСС (член партии с 1952 года).
Проживала в посёлке Совхозный Майкопского района.
Умерла.

## Награды
- Медаль «Серп и Молот» (01.09.1951);
- Орден Ленина (01.09.1951)
- Орден Трудового Красного Знамени (05.7.1949)
- Медаль «За доблестный труд в Великой Отечественной войне 1941—1945 гг.»
- Медаль «В ознаменование 100-летия со дня рождения Владимира Ильича Ленина» (6 апреля 1970)